# Modelo de Phillips
William Phillips economista de Nueva Zelanda, conocido por describir la curva que lleva su nombre, curva de Phillips, establece un retardo entre la cantidad producida y la cantidad demandada. El ajuste se realiza a través de una velocidad de reacción λ. Al igual que en el modelo de Kalecki llega a una expresión de inversión I que aumenta con la renta y disminuye con la acumulación de capital.

Establece las siguientes ecuaciones de demanda y consumo
| {\displaystyle \ Z=C+I+A}  |
| {\displaystyle \ C=(1-s)Y} |

Z es la demanda agregada

C es el consumo

I es la inversión

A es el gasto o demanda autónoma

s es la propensión marginal al ahorro

Y es la renta o producto

La inversión queda definida así 
| {\displaystyle \ I=v(dY-{\frac {dI}{kv}})} |

En el modelo de Phillips, el gasto autónomo es constante. La expresión de inversión de Phillips fue también utilizada por Kalecki.

## Solución
El modelo resuelto por el método de diferencias finitas ofrece una solución con trayectoria oscilatoria y explosiva.